# Bella Gesser
Bella Gesser (geboren als Bella Igla; hebräisch בלה איגלה, russisch Белла Игла; * 2. Juni 1985 in Tambow, Sowjetunion) ist eine israelische Schachspielerin. Bis 2001 spielte sie für den russischen Schachverband.

## Leben und Karriere
Sie nahm an der russischen U12- und U16-Meisterschaft teil und zog 1998 nach Israel. Seit 2003 wird sie von Mark B. Ruderfer trainiert. Die 25. israelische Meisterschaft der Frauen gewann sie in Ramat Aviv im Jahr 2004 mit 1,5 Punkten Vorsprung. Mit der israelischen Frauennationalmannschaft nahm sie jeweils am dritten Brett an den Schacholympiaden 2004, 2006 und 2008 teil sowie am zweiten Brett an der Schacholympiade 2010 mit einem Gesamtergebnis von 30 Punkten aus 43 Partien (+24 =12 −7). An Mannschaftseuropameisterschaften der Frauen nahm sie mit der israelischen Nationalmannschaft 2005, 2007 und 2009 teil mit einem Gesamtergebnis von 13 Punkten aus 24 Partien (+9 =8 −7). Vereinsschach spielt sie in Israel für Hapoel Petach Tikwa. Mit dem MadaTech Haifa Chess Club nahm sie am European Club Cup der Frauen 2008 teil.
Sie trägt seit der Schacholympiade 2004 in Calvià den Titel Großmeister der Frauen (WGM).